# Сходство Джаро — Винклера
В области информатики и статистики сходство Джаро — Винклера представляет собой меру схожести строк для измерения расстояния между двумя последовательностями символов. Это вариант, который в 1999 году предложил Уильям Э. Винклер (William E. Winkler) на основе расстояния Джаро (1989, Мэтью А. Джаро, Matthew A. Jaro). Неформально, расстояние Джаро между двумя словами — это минимальное число односимвольных преобразований, которое необходимо для того, чтобы изменить одно слово в другое.
Чем меньше расстояние Джаро — Винклера {\displaystyle d_{w}} для двух строк, тем больше сходства имеют эти строки друг с другом. Результат нормируется, так что {\displaystyle d_{w}=0} означает отсутствие сходства, а {\displaystyle d_{w}=1} — точное совпадение. Сходство Джаро — Винклера равно {\displaystyle 1-d_{w}}.

## Определение

### Расстояние Джаро
Расстояние Джаро {\displaystyle d_{j}} между двумя заданными строками {\displaystyle s_{1}} и {\displaystyle s_{2}} это:
{\displaystyle d_{j}=\left\{{\begin{array}{l l}0&{\text{когда }}m=0\\{\frac {1}{3}}\left({\frac {m}{|s_{1}|}}+{\frac {m}{|s_{2}|}}+{\frac {m-t}{m}}\right)&{\text{в остальных случаях}}\end{array}}\right.}
Где:
- {\displaystyle |s_{i}|} — длина строки {\displaystyle s_{i}};
- {\displaystyle m} — число совпадающих символов (см. ниже);
- {\displaystyle t} — половина числа транспозиций (см. ниже).

Два символа из {\displaystyle s_{1}} и {\displaystyle s_{2}} соответственно, считаются совпадающими только если они одинаковы и не дальше, чем {\displaystyle \left\lfloor {\frac {\max(|s_{1}|,|s_{2}|)}{2}}\right\rfloor -1}.
Каждый символ строки {\displaystyle s_{1}} сравнивается со всеми соответствующими ему символами в {\displaystyle s_{2}}. Количество совпадающих (но отличающихся порядковыми номерами) символов, которое делится на 2, определяет число транспозиций.
Например, при сравнении слова CRATE со словом TRACE, только 'R' 'A' и 'Е' являются совпадающими символами, то есть m=3. Хотя 'C' и 'T' появляются в обоих строках, они дальше, чем на 1, то есть floor(5/2)-1=1. Следовательно, t=0 . В сравнении DwAyNE с DuANE соответствующие буквы находятся уже в том же самом порядке D-A-N-E, так что никаких перестановок не требуется.

### Расстояние Джаро — Винклера
Расстояние Джаро — Винклера использует коэффициент масштабирования {\displaystyle p}, что дает более благоприятные рейтинги строкам, которые совпадают друг с другом от начала до определённой длины {\displaystyle \ell }, которая называется префиксом. Даны две строки {\displaystyle s_{1}} и {\displaystyle s_{2}}. Их расстояние Джаро — Винклера {\displaystyle d_{w}} это:
{\displaystyle d_{w}=d_{j}+(\ell p(1-d_{j}))}
где:
- {\displaystyle d_{j}} — расстояние Джаро для строк {\displaystyle s_{1}} и {\displaystyle s_{2}}
- {\displaystyle \ell } — длина общего префикса от начала строки до максимума 4-х символов
- {\displaystyle p} — постоянный коэффициент масштабирования, использующийся для того, чтобы скорректировать оценку в сторону повышения для выявления наличия общих префиксов. {\displaystyle p} не должен превышать 0,25, поскольку в противном случае расстояние может стать больше, чем 1. Стандартное значение этой константы в работе Винклера: {\displaystyle p=0.1}.

Хотя расстояние Джаро-Винклера часто называют метрикой расстояния, это не метрика в математическом смысле этого слова, потому что оно не подчиняется неравенству треугольника . Также расстояние Джаро-Винклера не удовлетворяет аксиоме, которая гласит, что {\displaystyle d(x,y)=0\leftrightarrow x=y}.
В некоторых реализациях алгоритма расчёта расстояния Джаро — Винклера префиксный бонус {\displaystyle \ell p(1-d_{j})} добавляется, только если сравниваемые строки имеют расстояние Джаро выше установленного «порога усиления» {\displaystyle b_{t}}. Порог в реализации Винклера составил 0,7.
{\displaystyle d_{w}=\left\{{\begin{array}{l l}d_{j}&{\text{если }}d_{j}<b_{t}\\d_{j}+(\ell p(1-d_{j}))&{\text{в остальных случаях}}\end{array}}\right.}

## Примеры
Следует отметить, что написанный Винклером программный код на языке программирования C различается по крайней мере в двух местах от опубликованных работ по метрике Джаро — Винклера. Первое — это его использование таблицы опечаток (adjwt), а второе — это некоторые дополнительные условия для длинных строк.

### Пример 1
Даны строки {\displaystyle s_{1}} MARTHA и {\displaystyle s_{2}} MARHTA. Представим их пересечение в табличном виде:
|   | M | A | R | T | H | A |
| M | 1 | 0 | 0 | 0 | 0 | 0 |
| A | 0 | 1 | 0 | 0 | 0 | 0 |
| R | 0 | 0 | 1 | 0 | 0 | 0 |
| H | 0 | 0 | 0 | 0 | 1 | 0 |
| T | 0 | 0 | 0 | 1 | 0 | 0 |
| A | 0 | 0 | 0 | 0 | 0 | 1 |

Здесь максимальное расстояние составляет 6/2 — 1 = 2. В желтых ячейках приведенной таблицы указаны единицы, когда символы идентичны (имеется совпадение), и нули в противном случае.
Получается:
- {\displaystyle m=6}
- {\displaystyle |s_{1}|=6}
- {\displaystyle |s_{2}|=6}
- Есть несовпадающие символы T/H и Н/Т, в результате: {\displaystyle t={\frac {2}{2}}=1}

Расстояние Джаро:
{\displaystyle d_{j}={\frac {1}{3}}\left({\frac {6}{6}}+{\frac {6}{6}}+{\frac {6-1}{6}}\right)=0.9(4)}
Чтобы найти результат Джаро — Винклера с помощью стандартного веса {\displaystyle p=0.1} мы продолжаем искать:
{\displaystyle \ell =3}
Таким образом:
{\displaystyle d_{w}=0.9(4)+(3\cdot 0.1(1-0.9(4)))=0.96(1)}

### Пример 2
Даны строки {\displaystyle s_{1}} DWAYNE и {\displaystyle s_{2}} DUANE. Получается:
- {\displaystyle m=4}
- {\displaystyle |s_{1}|=6}
- {\displaystyle |s_{2}|=5}
- {\displaystyle t={\frac {2}{2}}=1}

Расстояние Джаро:
{\displaystyle d_{j}={\frac {1}{3}}\left({\frac {4}{6}}+{\frac {4}{5}}+{\frac {4-1}{4}}\right)=0.73(8)}
Чтобы найти результат Джаро-Винклера с помощью стандартного веса {\displaystyle p=0.1} мы продолжаем искать:
{\displaystyle \ell =1}
Таким образом:
{\displaystyle d_{w}=0.73(8)+(1\cdot 0.1(1-0.73(8)))=0.765}

### Пример 3
Даны строки {\displaystyle s_{1}} DIXON и {\displaystyle s_{2}} DICKSONX. Получается:
|   | D | I | X | O | N |
| D | 1 | 0 | 0 | 0 | 0 |
| I | 0 | 1 | 0 | 0 | 0 |
| C | 0 | 0 | 0 | 0 | 0 |
| K | 0 | 0 | 0 | 0 | 0 |
| S | 0 | 0 | 0 | 0 | 0 |
| O | 0 | 0 | 0 | 1 | 0 |
| N | 0 | 0 | 0 | 0 | 1 |
| X | 0 | 0 | 0 | 0 | 0 |

Здесь закрашенные клетки — это окно соответствия для каждого символа. Единицы в ячейке указывает на совпадение. Заметим, что два икса (X) не считаются совпавшими, поскольку они находятся за пределами третьего окна совпадения.
- {\displaystyle m=4}
- {\displaystyle |s_{1}|=5}
- {\displaystyle |s_{2}|=8}
- {\displaystyle t={\frac {2}{2}}=1}

Расстояние Джаро:
{\displaystyle d_{j}={\frac {1}{3}}\left({\frac {4}{5}}+{\frac {4}{8}}+{\frac {4-1}{4}}\right)=0.68(3)}
Чтобы найти результат Джаро-Винклера с помощью стандартного веса {\displaystyle p=0.1} мы продолжаем искать:
{\displaystyle \ell =2}
Таким образом:
{\displaystyle d_{w}=0.68(3)+(2\cdot 0.1(1-0.68(3)))=0.74(6)}

## Отношения с другими метриками изменения расстояния
Есть и другие популярные меры изменения расстояния, которые рассчитываются с использованием другого набора допустимых операций редактирования. Например,
- Расстояние Левенштейна позволяет удаление, вставку и замену символов;
- Расстояние Дамерау-Левенштейна позволяет вставку, удаление, замену и перестановку двух соседних символов;
- Наибольшая общая подпоследовательность позволяет только вставки и удаления, но не замену;
- Расстояние Хэмминга позволяет только замену, поэтому оно применяется только для строк одинаковой длины.

Изменение расстояния обычно определяется как параметризуемая метрика, вычисленная с помощью определённого набора допустимых операций редактирования, и каждой операции присваивается стоимость (возможно, бесконечная). Это является дальнейшим обобщением генетических алгоритмов выравнивания последовательностей, таких, как алгоритм Смита-Ватермана, которые делают стоимость операции зависящей от того, где она применяется.

## Практическое применение
- Алгоритм Джаро-Винклера использовался для обработки результатов переписи населения[2].
- Алгоритм сравнения строк Джаро — Винклера реализован в СУБД Oracle[3].

## Реализации алгоритма на различных языках программирования
```
*
 
strcmp95
.
c
   
Version
 
2
						      
*/

/* The strcmp95 function returns a double precision value from 0.0 (total

   disagreement) to 1.0 (character-by-character agreement).  The returned 

   value is a measure of the similarity of the two strings.                   */

/* Date of Release:  Jan. 26, 1994					      */

/* Modified: April 24, 1994  Corrected the processing of the single length

             character strings.

   Authors:  This function was written using the logic from code written by

             Bill Winkler, George McLaughlin and Matt Jaro with modifications

             by Maureen Lynch. 

   Comment:  This is the official string comparator to be used for matching 

             during the 1995 Test Census.                                     */

#
 
include
 
<ctype.h>

#
 
include
 
<string.h>

# define NOTNUM(c)	((c>57) || (c<48))

# define INRANGE(c)      ((c>0)  && (c<91))

# define MAX_VAR_SIZE 61

# define NULL60 "                                                            "

double
  
strcmp95
(
char
 
*
ying
,
 
char
 
*
yang
,
 
long
 
y_length
,
 
int
 
*
ind_c
[])

{

/* Arguments:

   ying and yang are pointers to the 2 strings to be compared.  The strings

   need not be NUL-terminated strings because the length is passed.

   y_length is the length of the strings. 

   ind_c is an array that is used to define whether certain options should be 

   activated.  A nonzero value indicates the option is deactivated.  

   The options are:

     ind_c[0] Increase the probability of a match when the number of matched

              characters is large.  This option allows for a little more

              tolerance when the strings are large.  It is not an appropriate

              test when comparing fixed length fields such as phone and

              social security numbers.

     ind_c[1] All lower case characters are converted to upper case prior

              to the comparison.  Disabling this feature means that the lower 

              case string "code" will not be recognized as the same as the 

              upper case string "CODE".  Also, the adjustment for similar 

              characters section only applies to uppercase characters.

   The suggested values are all zeros for character strings such as names.    */

static
	
int
	
pass
=
0
,
	
adjwt
[
91
][
91
];

static
	
char
	
sp
[
39
][
2
]
 
=

 
{
'A'
,
'E'
,
  
'A'
,
'I'
,
  
'A'
,
'O'
,
  
'A'
,
'U'
,
  
'B'
,
'V'
,
  
'E'
,
'I'
,
  
'E'
,
'O'
,
  
'E'
,
'U'
,

  
'I'
,
'O'
,
  
'I'
,
'U'
,
  
'O'
,
'U'
,
  
'I'
,
'Y'
,
  
'E'
,
'Y'
,
  
'C'
,
'G'
,
  
'E'
,
'F'
,

  
'W'
,
'U'
,
  
'W'
,
'V'
,
  
'X'
,
'K'
,
  
'S'
,
'Z'
,
  
'X'
,
'S'
,
  
'Q'
,
'C'
,
  
'U'
,
'V'
,

  
'M'
,
'N'
,
  
'L'
,
'I'
,
  
'Q'
,
'O'
,
  
'P'
,
'R'
,
  
'I'
,
'J'
,
  
'2'
,
'Z'
,
  
'5'
,
'S'
,

  
'8'
,
'B'
,
  
'1'
,
'I'
,
  
'1'
,
'L'
,
  
'0'
,
'O'
,
  
'0'
,
'Q'
,
  
'C'
,
'K'
,
  
'G'
,
'J'
,

  
'E'
,
' '
,
  
'Y'
,
' '
,
  
'S'
,
' '
};

char
    
ying_hold
[
MAX_VAR_SIZE
],

        
yang_hold
[
MAX_VAR_SIZE
],

        
ying_flag
[
MAX_VAR_SIZE
],

        
yang_flag
[
MAX_VAR_SIZE
];

double
  
weight
,
	
Num_sim
;

long
    
minv
,
   
search_range
,
   
lowlim
,
    
ying_length
,

        
hilim
,
  
N_trans
,
        
Num_com
,
   
yang_length
;

int
	
yl1
,
	
yi_st
,
	
N_simi
;

register
        
int
     
i
,
      
j
,
      
k
;

/* Initialize the adjwt array on the first call to the function only.

   The adjwt array is used to give partial credit for characters that 

   may be errors due to known phonetic or character recognition errors.

   A typical example is to match the letter "O" with the number "0"           */

if
 
(
!
pass
)
 
{

  
pass
++
;

  
for
 
(
i
=
0
;
 
i
<
91
;
 
i
++
)
 
for
 
(
j
=
0
;
 
j
<
91
;
 
j
++
)
 
adjwt
[
i
][
j
]
 
=
 
0
;

  
for
 
(
i
=
0
;
 
i
<
36
;
 
i
++
)
 
{

    
adjwt
[
sp
[
i
][
0
]][
sp
[
i
][
1
]]
 
=
 
3
;

    
adjwt
[
sp
[
i
][
1
]][
sp
[
i
][
0
]]
 
=
 
3
;

}
 
}

/* If either string is blank - return - added in Version 2                    */

if
 
(
!
strncmp
(
ying
,
NULL60
,
y_length
))
 
return
(
0.0
);

if
 
(
!
strncmp
(
yang
,
NULL60
,
y_length
))
 
return
(
0.0
);

/* Identify the strings to be compared by stripping off all leading and 

   trailing spaces.							      */

k
 
=
 
y_length
 
-
 
1
;

for
(
j
 
=
 
0
;((
ying
[
j
]
==
' '
)
 
&&
 
(
j
 
<
 
k
));
j
++
);

for
(
i
 
=
 
k
;((
ying
[
i
]
==
' '
)
 
&&
 
(
i
 
>
 
0
));
i
--
);

ying_length
 
=
 
i
 
+
 
1
 
-
 
j
;

yi_st
 
=
 
j
;

for
(
j
 
=
 
0
;((
yang
[
j
]
==
' '
)
 
&&
 
(
j
 
<
 
k
));
j
++
);

for
(
i
 
=
 
k
;((
yang
[
i
]
==
' '
)
 
&&
 
(
i
 
>
 
0
));
i
--
);

yang_length
 
=
 
i
 
+
 
1
 
-
 
j
;

ying_hold
[
0
]
=
yang_hold
[
0
]
=
0
;

strncat
(
ying_hold
,
&
ying
[
yi_st
],
ying_length
);

strncat
(
yang_hold
,
&
yang
[
j
],
yang_length
);

if
 
(
ying_length
 
>
 
yang_length
)
 
{

  
search_range
 
=
 
ying_length
;

  
minv
 
=
 
yang_length
;

  
}

 
else
 
{

  
search_range
 
=
 
yang_length
;

  
minv
 
=
 
ying_length
;

  
}

/* If either string is blank - return                                         */

/* if (!minv) return(0.0);                   removed in version 2             */

/* Blank out the flags							      */

ying_flag
[
0
]
 
=
 
yang_flag
[
0
]
 
=
 
0
;

strncat
(
ying_flag
,
NULL60
,
search_range
);

strncat
(
yang_flag
,
NULL60
,
search_range
);

search_range
 
=
 
(
search_range
/
2
)
 
-
 
1
;

if
 
(
search_range
 
<
 
0
)
 
search_range
 
=
 
0
;
   
/* added in version 2               */

/* Convert all lower case characters to upper case.                           */

if
 
(
!
ind_c
[
1
])
 
{

  
for
 
(
i
 
=
 
0
;
i
 
<
 
ying_length
;
i
++
)
 
if
 
(
islower
(
ying_hold
[
i
]))
 
ying_hold
[
i
]
 
-=
 
32
;

  
for
 
(
j
 
=
 
0
;
j
 
<
 
yang_length
;
j
++
)
 
if
 
(
islower
(
yang_hold
[
j
]))
 
yang_hold
[
j
]
 
-=
 
32
;

}

/* Looking only within the search range, count and flag the matched pairs.    */

Num_com
 
=
 
0
;

yl1
 
=
 
yang_length
 
-
 
1
;

for
 
(
i
 
=
 
0
;
i
 
<
 
ying_length
;
i
++
)
 
{

  
lowlim
 
=
 
(
i
 
>=
 
search_range
)
 
?
 
i
 
-
 
search_range
 
:
 
0
;

  
hilim
 
=
 
((
i
 
+
 
search_range
)
 
<=
 
yl1
)
 
?
 
(
i
 
+
 
search_range
)
 
:
 
yl1
;

  
for
 
(
j
 
=
 
lowlim
;
j
 
<=
 
hilim
;
j
++
)
  
{

    
if
 
((
yang_flag
[
j
]
 
!=
 
'1'
)
 
&&
 
(
yang_hold
[
j
]
 
==
 
ying_hold
[
i
]))
 
{

        
yang_flag
[
j
]
 
=
 
'1'
;

        
ying_flag
[
i
]
 
=
 
'1'
;

        
Num_com
++
;

        
break
;

}
 
}
 
}

/* If no characters in common - return                                        */

if
 
(
!
Num_com
)
 
return
(
0.0
);

/* Count the number of transpositions                                         */

k
 
=
 
N_trans
 
=
 
0
;

for
 
(
i
 
=
 
0
;
i
 
<
 
ying_length
;
i
++
)
 
{

  
if
 
(
ying_flag
[
i
]
 
==
 
'1'
)
 
{

    
for
 
(
j
 
=
 
k
;
j
 
<
 
yang_length
;
j
++
)
 
{

        
if
 
(
yang_flag
[
j
]
 
==
 
'1'
)
 
{
 

         
k
 
=
 
j
 
+
 
1
;

         
break
;

    
}
 
}

    
if
 
(
ying_hold
[
i
]
 
!=
 
yang_hold
[
j
])
 
N_trans
++
;

}
 
}

N_trans
 
=
 
N_trans
 
/
 
2
;

/* adjust for similarities in nonmatched characters                           */

N_simi
 
=
 
0
;

if
 
(
minv
 
>
 
Num_com
)
 
{

  
for
 
(
i
 
=
 
0
;
i
 
<
 
ying_length
;
i
++
)
 
{

    
if
 
(
ying_flag
[
i
]
 
==
 
' '
 
&&
 
INRANGE
(
ying_hold
[
i
]))
 
{
 

      
for
 
(
j
 
=
 
0
;
j
 
<
 
yang_length
;
j
++
)
 
{

        
if
 
(
yang_flag
[
j
]
 
==
 
' '
 
&&
 
INRANGE
(
yang_hold
[
j
]))
 
{

          
if
 
(
adjwt
[
ying_hold
[
i
]][
yang_hold
[
j
]]
 
>
 
0
)
 
{

            
N_simi
 
+=
 
adjwt
[
ying_hold
[
i
]][
yang_hold
[
j
]];

            
yang_flag
[
j
]
 
=
 
'2'
;

            
break
;

}
 
}
 
}
 
}
 
}
 
}

Num_sim
 
=
 
((
double
)
 
N_simi
)
/
10.0
 
+
 
Num_com
;

/* Main weight computation.						      */

weight
=
 
Num_sim
 
/
 
((
double
)
 
ying_length
)
 
+
 
Num_sim
 
/
 
((
double
)
 
yang_length
)

   
+
 
((
double
)
 
(
Num_com
 
-
 
N_trans
))
 
/
 
((
double
)
 
Num_com
);

weight
 
=
 
weight
 
/
 
3.0
;

/* Continue to boost the weight if the strings are similar                    */

if
 
(
weight
 
>
 
0.7
)
 
{

  
/* Adjust for having up to the first 4 characters in common                 */

  
j
 
=
 
(
minv
 
>=
 
4
)
 
?
 
4
 
:
 
minv
;

  
for
 
(
i
=
0
;((
i
<
j
)
&&
(
ying_hold
[
i
]
==
yang_hold
[
i
])
&&
(
NOTNUM
(
ying_hold
[
i
])));
i
++
);
 

  
if
 
(
i
)
 
weight
 
+=
 
i
 
*
 
0.1
 
*
 
(
1.0
 
-
 
weight
);

  
/* Optionally adjust for long strings.                                      */

  
/* After agreeing beginning chars, at least two more must agree and 

       the agreeing characters must be > .5 of remaining characters.          */

  
if
 
((
!
ind_c
[
0
])
 
&&
 
(
minv
>
4
)
 
&&
 
(
Num_com
>
i
+
1
)
 
&&
 
(
2
*
Num_com
>=
minv
+
i
))
 

  
if
 
(
NOTNUM
(
ying_hold
[
0
]))
 

    
weight
 
+=
 
(
double
)
 
(
1.0
-
weight
)
 
*

   
((
double
)
 
(
Num_com
-
i
-1
)
 
/
 
((
double
)
 
(
ying_length
+
yang_length
-
i
*
2
+
2
)));

 
}

return
(
weight
);

}
 
/* strcmp95 */

```

```
function
 
JaroWinkler
(
prmT1
,
 
prmT2
:
 
String
;
p
:
Double
=
0.1
)
:
 
Double
;

Var

ecartMax
,
l1
,
l2
,
compteMatching
,
compteTransposition
,
longueurPrefix
,
i
,
j
:
integer
;

c1
,
c2
,
t1Matche
,
t2Matche
:
string
;

b1
,
b2
:
array
 
of
 
Boolean
;

distanceJaro
:
Double
;

label
 
endfor
,
exitfor2
;

  
function
  
TrouverMatches
(
prmTextInitial
:
string
;
b1
:
array
 
of
 
Boolean
)
:
string
;

  
var

  
i
:
integer
;

  
res
:
string
;

  
begin

  
// Calcule le nombre de caractères qui match

    
for
 
i
 
:=
 
1
 
to
 
Length
(
prmTextInitial
)
 
do

    
begin

      
if
 
b1
[
i
]
 
then
//prmTextMatche[i]='_' then

      
begin

        
res
:=
res
+
prmTextInitial
[
i
]
;

      
end
;

    
end
;

  
TrouverMatches
:=
res
;

  
end
;

begin

 
ecartMax
:=
round
(
Max
(
Length
(
prmT1
)
,
 
Length
(
prmT2
))
/
2
)
-
1
;

 
if
 
((
prmT1
=
''
)
 
or
 
(
prmT2
=
''
))
 
then

 
begin

  
JaroWinkler
:=
0
;

  
exit
;

 
end
;

 
compteMatching
:=
0
;

 
compteTransposition
:=
0
;

 
l1
:=
Length
(
prmT1
)
;

 
l2
:=
Length
(
prmT2
)
;

 
Setlength
(
b1
,
l1
+
1
)
;

 
Setlength
(
b2
,
l2
+
1
)
;

 
for
 
i
 
:=
 
0
 
to
 
l1
 
do

 
begin

  
b1
[
i
]
:=
false
;

 
end
;

 
for
 
i
 
:=
 
0
 
to
 
l2
 
do

 
begin

  
b2
[
i
]
:=
false
;

 
end
;

 
for
 
i
 
:=
 
1
 
to
 
l1
 
do

 
begin

  
c1
:=
prmT1
[
i
]
;

  
if
 
(
i
<=
l2
)
 
then

    
c2
:=
prmT2
[
i
]

  
else

    
c2
:=
''
;

  
for
 
j
 
:=
 
Max
(
i
-
ecartMax
,
1
)
 
to
 
Min
(
i
+
ecartMax
,
l2
)
 
do

  
begin

    
c2
:=
prmT2
[
j
]
;

    
if
 
c1
=
c2
 
then
 
//compteMatching avec transposition

    
begin

     
b1
[
i
]
:=
true
;

     
b2
[
j
]
:=
true
;

     
//Le caractère a été matché, il n'est plus disponible

     
Inc
(
compteMatching
)
;

     
break
;

    
end
;

  
end
;

 
end
;

 
if
 
(
compteMatching
=
0
)
 
then

 
begin

  
JaroWinkler
:=
0
;

  
exit
;

 
end
;

 
//Dans les caractères matchés, compte ceux qui ne matchent pas exactement

 
t1Matche
:=
TrouverMatches
(
prmT1
,
b1
)
;

 
t2Matche
:=
TrouverMatches
(
prmT2
,
b2
)
;

 
if
 
t1Matche
<>
t2Matche
 
then

 
begin

  
for
 
i
 
:=
 
1
 
to
 
length
(
t1Matche
)
 
do

  
begin

    
if
 
t1Matche
[
i
]
<>
t2Matche
[
i
]
 
then

      
Inc
(
compteTransposition
)

  
end
;

 
end
 
else
 
begin

   
compteTransposition
:=
0
;

 
end
;

 
distanceJaro
:=
1
/
3
*
((
compteMatching
/
l1
)
+
(
compteMatching
/
l2
)
+
((
compteMatching
-
Int
(
compteTransposition
/
2
))
/
compteMatching
))
;

 
//Calcule la distance Winkler

 
//Calcule le prefix sur les 4 premiers car aux max

 
longueurPrefix
:=
0
;

 
for
 
i
 
:=
 
1
 
to
 
min
(
4
,
min
(
l1
,
l2
))
 
do

 
begin

  
c1
:=
prmT1
[
i
]
;

  
c2
:=
prmT2
[
i
]
;

  
if
 
c1
=
c2
 
then

    
inc
(
longueurPrefix
)

  
else

  
break
;

 
end
;

 
//Valeur constante définie par l'algo

 
JaroWinkler
:=
distanceJaro
+
(
longueurPrefix
*
p
*
(
1
-
distanceJaro
))
;

end
;

```

```
<?php

/*

  version 1.2

  Copyright (c) 2005-2010  Ivo Ugrina <ivo@iugrina.com>

  A PHP library implementing Jaro and Jaro-Winkler

  distance, measuring similarity between strings.

  Theoretical stuff can be found in:

  Winkler, W. E. (1999). "The state of record linkage and current

  research problems". Statistics of Income Division, Internal Revenue

  Service Publication R99/04. http://www.census.gov/srd/papers/pdf/rr99-04.pdf.

  This program is free software; you can redistribute it and/or modify

  it under the terms of the GNU General Public License as published by

  the Free Software Foundation; either version 3 of the License, or (at

  your option) any later version.

  This program is distributed in the hope that it will be useful, but

  WITHOUT ANY WARRANTY; without even the implied warranty of

  MERCHANTABILITY or FITNESS FOR A PARTICULAR PURPOSE.  See the GNU

  General Public License for more details.

  You should have received a copy of the GNU General Public License

  along with this program.  If not, see <http://www.gnu.org/licenses/>.

  ===

  A big thanks goes out to Pierre Senellart <pierre@senellart.com>

  for finding a small bug in the code.

*/

function
 
getCommonCharacters
(
 
$string1
,
 
$string2
,
 
$allowedDistance
 
){

  
$str1_len
 
=
 
strlen
(
$string1
);

  
$str2_len
 
=
 
strlen
(
$string2
);

  
$temp_string2
 
=
 
$string2
;

  
$commonCharacters
=
''
;

  
for
(
 
$i
=
0
;
 
$i
 
<
 
$str1_len
;
 
$i
++
){

    
$noMatch
 
=
 
True
;

    
// compare if char does match inside given allowedDistance

    
// and if it does add it to commonCharacters

    
for
(
 
$j
=
 
max
(
 
0
,
 
$i
-
$allowedDistance
 
);
 
$noMatch
 
&&
 
$j
 
<
 
min
(
 
$i
 
+
 
$allowedDistance
 
+
 
1
,
 
$str2_len
 
);
 
$j
++
){

      
if
(
 
$temp_string2
[
$j
]
 
==
 
$string1
[
$i
]
 
){

        
$noMatch
 
=
 
False
;

    
$commonCharacters
 
.=
 
$string1
[
$i
];

    
$temp_string2
[
$j
]
 
=
 
''
;

      
}

    
}

  
}

  
return
 
$commonCharacters
;

}

function
 
Jaro
(
 
$string1
,
 
$string2
 
){

  
$str1_len
 
=
 
strlen
(
 
$string1
 
);

  
$str2_len
 
=
 
strlen
(
 
$string2
 
);

  
// theoretical distance

  
$distance
 
=
 
floor
(
min
(
 
$str1_len
,
 
$str2_len
 
)
 
/
 
2.0
);
 

  
// get common characters

  
$commons1
 
=
 
getCommonCharacters
(
 
$string1
,
 
$string2
,
 
$distance
 
);

  
$commons2
 
=
 
getCommonCharacters
(
 
$string2
,
 
$string1
,
 
$distance
 
);

  
if
(
 
(
$commons1_len
 
=
 
strlen
(
 
$commons1
 
))
 
==
 
0
)
 
return
 
0
;

  
if
(
 
(
$commons2_len
 
=
 
strlen
(
 
$commons2
 
))
 
==
 
0
)
 
return
 
0
;

  
// calculate transpositions

  
$transpositions
 
=
 
0
;

  
$upperBound
 
=
 
min
(
 
$commons1_len
,
 
$commons2_len
 
);

  
for
(
 
$i
 
=
 
0
;
 
$i
 
<
 
$upperBound
;
 
$i
++
){

    
if
(
 
$commons1
[
$i
]
 
!=
 
$commons2
[
$i
]
 
)
 
$transpositions
++
;

  
}

  
$transpositions
 
/=
 
2.0
;

  
// return the Jaro distance

  
return
 
(
$commons1_len
/
(
$str1_len
)
 
+
 
$commons2_len
/
(
$str2_len
)
 
+
 
(
$commons1_len
 
-
 
$transpositions
)
/
(
$commons1_len
))
 
/
 
3.0
;

}

function
 
getPrefixLength
(
 
$string1
,
 
$string2
,
 
$MINPREFIXLENGTH
 
=
 
4
 
){

  
$n
 
=
 
min
(
 
array
(
 
$MINPREFIXLENGTH
,
 
strlen
(
$string1
),
 
strlen
(
$string2
)
 
)
 
);

  
for
(
$i
 
=
 
0
;
 
$i
 
<
 
$n
;
 
$i
++
){

    
if
(
 
$string1
[
$i
]
 
!=
 
$string2
[
$i
]
 
){

      
// return index of first occurrence of different characters 

      
return
 
$i
;

    
}

  
}

  
// first n characters are the same   

  
return
 
$n
;

}

function
 
JaroWinkler
(
$string1
,
 
$string2
,
 
$PREFIXSCALE
 
=
 
0.1
 
){

  
$JaroDistance
 
=
 
Jaro
(
 
$string1
,
 
$string2
 
);

  
$prefixLength
 
=
 
getPrefixLength
(
 
$string1
,
 
$string2
 
);

  
return
 
$JaroDistance
 
+
 
$prefixLength
 
*
 
$PREFIXSCALE
 
*
 
(
1.0
 
-
 
$JaroDistance
);

}

?>

```

- Реализация алгоритма на C#
- Реализация алгоритма на Java